# Al-Qadisiya SC
L'Al-Qadisiya SC (àrab: نادي القادسية الرياضي, Nādī al-Qādisiyya ar-Riyāḍī, ‘Club Esportiu al-Qadissiyya’) és un club de futbol de la ciutat d'Al-Kuwait, al districte de Hawalli, Kuwait. Va ser fundat el 20 d'octubre de 1960. A més de la secció de futbol té una important secció d'handbol.

## Palmarès
- Lliga kuwaitiana de futbol:[2]
  - 1968–69, 1970–71, 1972–73, 1974–75, 1975–76, 1977–78, 1991–92, 1998–99, 2002–03, 2003–04, 2004–05, 2008–09, 2009–10, 2010–11, 2011–12, 2013–14, 2015–16
- Copa de l'Emir kuwaitiana de futbol:[3]
  - 1964–65, 1966–67, 1967–98, 1971–72, 1973–74, 1974–75, 1978-79, 1988–89, 1993–94, 2002–03, 2003–04, 2006–07, 2009–10, 2011–12, 2012–13, 2014–15
- Copa de la Corona kuwaitiana de futbol:[3]
  - 1998, 2002, 2004, 2005, 2006, 2009, 2012-2013, 2013-2014, 2017–18
- Copa Al Kurafi:[3]
  - 2002–03, 2005–06
- Copa Federació kuwaitiana de futbol:[3]
  - 2007–08, 2008–09, 2010–11, 2012–13
- Supercopa kuwaitiana de futbol:[3]
  - 2009, 2011, 2013, 2014
- Copa de l'AFC de futbol:
  - 2014
- Copa de Clubs Campions del Golf:
  - 2000, 2005

### Futbol Sala
- Lliga de Kuwait:
  - 2012-13, 2013–14
- Copa Federació de Kuwait:
  - 2010-11, 2011–12, 2013–14, 2014–15, 2015-16
- Supercopa de Kuwait:
  - 2012-13, 2013–14

### Handbol
- Lliga de Campions de l'AHF:
  - 2006, 2007